# Joe Weingarten
Joe Weingarten (nascido em 17 de março de 1962 em Bad Kreuznach ) é um político do Partido Social-Democrata da Alemanha e é membro do Bundestag desde 1 de novembro de 2019.